# Stathmopoda aposema
Stathmopoda aposema là một loài bướm đêm thuộc họ Oecophoridae. Nó được tìm thấy ở New Zealand.

## Hình ảnh

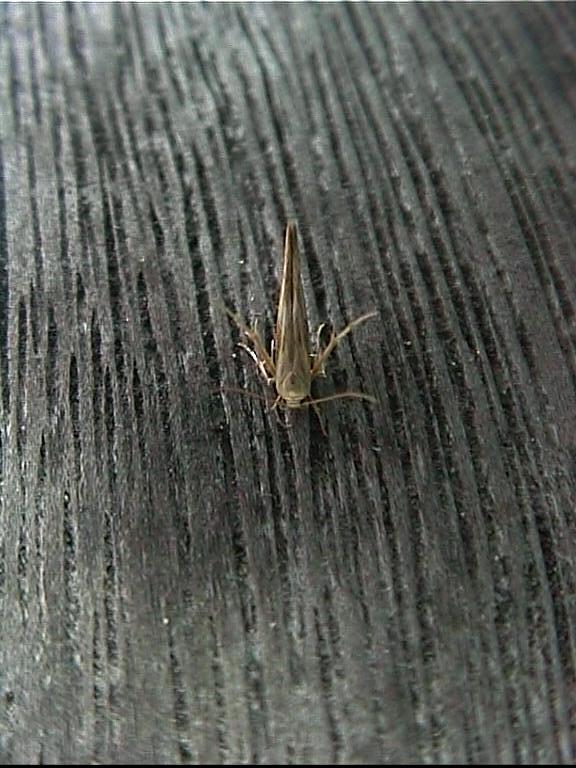
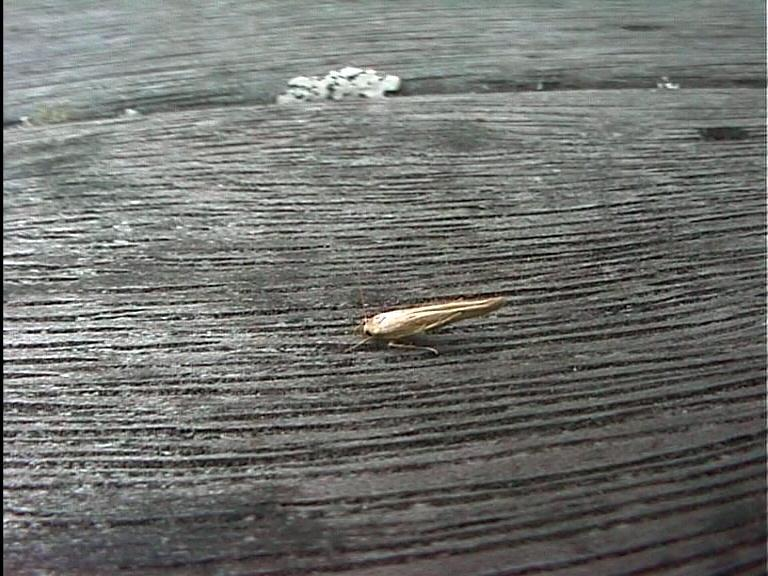